# Municipio de North Frankfort
El municipio de North Frankfort (en inglés: North Frankfort Township) es un municipio ubicado en el condado de Knox en el estado estadounidense de Nebraska. En el año 2010 tenía una población de 172 habitantes y una densidad poblacional de 7,52 personas por km².

## Geografía
El municipio de North Frankfort se encuentra ubicado en las coordenadas 42°50′12″N 97°32′46″O / 42.83667, -97.54611. Según la Oficina del Censo de los Estados Unidos, el municipio tiene una superficie total de 22.87 km², de la cual 8,38 km² corresponden a tierra firme y (63,38 %) 14,5 km² es agua.

## Demografía
Según el censo de 2010, había 172 personas residiendo en el municipio de North Frankfort. La densidad de población era de 7,52 hab./km². De los 172 habitantes, el municipio de North Frankfort estaba compuesto por el 100 % blancos. Del total de la población el 1,74 % eran hispanos o latinos de cualquier raza.